# Гай Кокцей Бальб
Гай Кокце́й Бальб (лат. Gaius Cocceius Balbus; умер после 32 года до н. э.) — римский военный и политический деятель, консул-суффект 39 года до н. э.

## Биография
Бальб происходил из неименитого плебейского рода Кокцеев. Он являлся сторонником одного из членов второго триумвирата, Марка Антония. 
Согласно требованиям Корнелиева закона о минимальном временном интервале между занятием курульных магистратур, Бальб не позднее 42 года до н. э. должен был занимать должность претора. В 39 году до н. э. он находился на посту консула-суффекта совместно с Публием Альфеном Варом. Возможно, после своего консулата и вплоть до 35 года до н. э. Бальб являлся промагистратом либо легатом в Греции: во время своего пребывания на Востоке он получил от своих войск титул императора. После развода Марка Антония со старшей сестрой Октавиана, Октавией Младшей, около 32 года до н. э. Бальб покинул Антония и перешёл на службу к пасынку покойного диктатора.